# Ben X
Ne doit pas être confondu avec Ben 10.
Pour plus de détails, voir Fiche technique et Distribution.
Ben X est un film dramatique belge réalisé par Nic Balthazar sorti en 2007. Le film est tiré du roman Niets was alles wat hij zei, Le titre reprend le pseudonyme de Ben, protagoniste du film, un jeune garçon flamand atteint du syndrome d'Asperger qui éprouve de nombreuses difficultés à vivre normalement à cause de son harcèlement scolaire.
La spécificité du film, est que pour une fois il est conçu et montré presque entièrement depuis la réalité de la personne autiste. Voir le film, est donc en quelque sorte vivre la réalité d'un autiste, un peu comme on peut 'vivre la réalité' d'un personnage dans un jeu vidéo.
Le film s'avère être un plaidoyer contre le harcèlement fait aux autistes, et pour l'acceptation des autres dans leur différence.

## Synopsis
Ben est un adolescent de 17 ans qui ne sait pas mentir et se sent sans cesse agressé par le monde extérieur. Il passe beaucoup de temps sur internet, où il joue à un jeu de combat et de stratégie en ligne massivement multijoueur nommé « Archlord », qui l'aide à se repérer et à s'épanouir dans la vie. Dans le jeu virtuel où il est un héros respecté sous le pseudonyme « Ben X », il rencontre une jeune fille qui devient son amie dans le jeu et par mails : Scarlite. Parfois Ben imagine et visualise Scarlite dans sa vie réelle.
Des plans de flash-forward, montrent des adultes parlant d'un drame passé (donc à venir dans le présent du film), et nous révèle qu'il va y avoir un mort, ce qui intensifie la tension du film.
Sa mère, depuis l'enfance s'inquiète et l'emmène voir de multiples médecins. L'un deux finit par lui diagnostiquer le syndrome d'Asperger.
À l'école Ben subit du harcèlement, jusqu'à une scène d'humiliation collective au lycée, où il est filmé cul nu debout sur une table, après qu'un élève lui ai descendu son pantalon. La vidéo circule alors et la mère de Ben finira par tomber dessus.
Quand Ben veut arrêter le jeu, Scarlite lui propose par message vidéo sur son téléphone, de se rencontrer en vrai, et lui donne rendez-vous à 10h22 à la gare, un rêve semble se réaliser pour lui... mais se transforme en cauchemar quand ses deux principaux bourreaux, l'humiliant à nouveau dans un parc, découvrent le message de Scarlite sur son téléphone et menacent de s'inviter à leur rencontre.  Ils le force à gober un comprimé de MDMA. Sa mère le retrouve en plein crise.
Le lendemain, il quitte le domicile et se rend à la gare, sans son téléphone que les autres lui ont volé, il retrouve Scarlite, la suit jusque dans son train de retour, s'assied même à côté d'elle, mais n'ose pas lui parler, et redescend du train. Il décide de mettre fin au jeu (end game) dans la vraie vie : se jeter sous un train.
Au dernier moment Scarlite réapparaît et le dissuade.
Quand sa mère inquiète le retrouve. Elle raconte qu'il a dit « Je voulais partir, mais je voulais pas mourir parce que je ne savais pas comment c'était ».
Scarlite lui propose une alternative au suicide : monter une guilde. 
On les suit alors préparer avec sa famille ce qui ressemble à un suicide filmé pour exposer sa souffrance aux yeux de tous. La vidéo du suicide passe au journal tv.
Tout le monde, famille, école et télé, se retrouve dans l'église pour la cérémonie funéraire, quand coup de théâtre, une vidéoprojection montre Ben racontant ce qu'il a vécu, puis apparaissant en réel. 
Ils ont réalisé ce que Scarlite appelle Une mort créative : mourir sans disparaître, disparaître sans mourir. Ben a enfin appris à mentir.
Sa mère dit à la télé « il faut un mort, vous ne seriez pas venu nous voir pour une simple histoire de harcèlement ».
Le final révèle que la présence de Scarlite, qui a permis à Ben de s'en sortir, n'est en fait que dans son imagination.

## Fiche technique
- Titre : Ben X
- Réalisation : Nic Balthazar
- Scénario : Nic Balthazar
- Production : Sabine Veenendaal
- Musique : Praga Khan
- Costumes : Heleen Heintjes
- Photographie : Lou Berghmans
- Monteur : Philippe Ravoet
- Pays :  Belgique
- Langue : néerlandais
- Genre : Drame
- Durée : 93 minutes
- Classification : Accord parental souhaitable en France.
- Dates de sortie : 
  -  Canada : 26 août 2007 (Festival des films du monde de Montréal)
  -  Belgique : 26 septembre 2007

## Distribution
- Greg Timmermans : Ben
- Marijke Pinoy : la mère de Ben
- Laura Verlinden : Scarlite
- Titus de Voogdt : Bogaert
- Maarten Claeyssens : Desmet
- Pol Goossen : le père de Ben
- Jakob Beks : le professeur de métallurgie
- Gilles De Schrijver : Coppola
- Peter De Graef : le psychiatre
- Ron Cornet : le directeur de l'école
- An Van Gusegem : Maaike
- Tania Van Der Sanden : Sabine
- César De Sutter : Jonas
- Johan Heldenbergh : le professeur de religions
- Wim Vandekeybus : le propriétaire du cheval
- Dominique Van Malder : l'infirmier

## Autour du film
- En néerlandais, la prononciation de Ben X se rapproche de celle de la phrase « (ik) ben niks », signifiant : « (je) ne suis rien ».

## Récompenses
- Festival du film de Montréal, 31e édition (2007).
  - Prix œcuménique (jury)[2].
  - Grand prix des Amériques (jury).
  - Film le plus populaire (public).
- 2e Prix spécial du Conseil général de la Dordogne du 16e Festival du film de Sarlat.
- Ce film a représenté la Belgique lors de la 80e cérémonie des Oscars en 2008 pour la catégorie meilleur film en langue étrangère, mais il ne fut pas retenu parmi les cinq finalistes.